# Igreja de Santo André (Penina)
A Igreja de Santo André, igualmente conhecido como Igreja da Penina, é um edifício religioso na freguesia de Alvor, na região do Algarve, em Portugal.

## Descrição e história
Foi construída em 1970, sendo considerada como um exemplo da introdução das novas tendências arquitectónicas modernistas na freguesia de Alvor.
A igreja alberga o Centro Apostólico de Santo André, que é responsável por organizar as festas anuais em honra do santo padroeiro, que se iniciaram em 1992, São normalmente realizadas em Agosto, no Largo da Igreja da Penina.
Em 19 de Maio de 2024, a Igreja de Santo André comemorou o seu jubileu dos cinquenta anos, tendo a cerimónia incluído uma exposição de fotografias e outros elementos relativos à história do edifício.